# Josef Kordík
R.D. Josef Kordík (* 1. srpna 1948 Nová Ves nad Popelkou) je český římskokatolický kněz. První část svého života prožil v litoměřické diecézi, stal se chartistou, přišel o státní souhlas a byl podmínečně odsouzen komunistickým režimem. Po roce 1989 působí v královéhradecké diecézi a je zároveň vězeňským kaplanem ve Valdicích. 

## Život
Po textilní průmyslovce pokračoval ve studiu na textilní fakultě v Liberci, ale odešel z ní. V létě roku 1969 totiž na koupališti při četbě knihy o historii církve zaslechl hlas, který mu říkal: Budeš farářem. „Dál to bylo naprosto jasný,“ říká Kordík.
Vystudoval teologii, kněžské svěcení přijal v roce 1975. Svoji kněžskou službu začal jako kaplan v Bílině. Dával otevřeně najevo své kritické názory na komunistický režim a odmítl vstoupit do jím spravované církevní organizace Pacem in Terris. Po dvou letech tak byl poslán tehdejším kapitulním vikářem Hendrichem do vsi Libčeves v Sudetech. „Působilo to tam zoufale, v lidech přežíval pocit, že se Němci jednou vrátěj, takže nikdo nic neopravoval... Když se rozbilo v nějaké chalupě okno, dali místo něj igelit,“ vzpomíná Kordík. Do kostela zde téměř nikdo nechodil, Kordík se tedy věnoval svépomocným opravám chátrajících kostelů, bez pomoci jiných například pokryl šindelem střechu na věži libčeveského kostela. Na starosti měl i další kostely, např. v Kozlech. Poslouchal a přepisoval vysílání rádia Svobodná Evropa, a získal tak informace o politických procesech. K některým soudům se vydal a seznámil se při nich s chartisty. Rozšiřoval samizdat, sám zažil první výslech vedený Státní bezpečností.
Po krátké době sám Chartu 77 podepsal, jeho podpis byl uveřejněn 10. října 1978. Jeho fara v Libčevsi se stala výletním místem undergroundu. Po velkém tlaku okresního a krajského tajemníka a sledování StB přišel 1. března 1981 o státní souhlas. Po tomto rozhodnutí však sloužil ještě několik bohoslužeb, kvůli čemuž byl navíc obviněn z porušování církevního zákona. V procesu se hájil sám, dopisem se ho zastal i kardinál Tomášek. Po odvolání mu byl trest snížen na půl roku podmíněně.
V duchovní správě ale působit nesměl, začal pracovat jako dělník v pražské továrně Bytové tvorby. Na pracovišti měl svého osobního agenta. Chtěl pracovat samostatně, a proto se v té době vyučil uměleckým truhlářem.
Po roce 1989 nastoupil opět do kněžské služby, stal se farářem v Železnici. Později začal pracovat také jako vězeňský kaplan ve valdické věznici. „Pochopil jsem, že mě prozřetelnost připravovala na můj hlavní životní úkol – být vězeňským farářem,“ říká Kordík.
Ve svém volném čase je Kordík často poutníkem – absolvoval například tři tisíce kilometrů dlouhou pouť z Železnice do španělského poutního města Santiago de Compostela nebo přes 1 000 kilometrů dlouhou cestu do Říma.

## Dílo
- Kniha, která by nemusela být Archivováno 10. 11. 2010 na Wayback Machine.
- DUBINOVÁ, Terezie; KORDÍK, Josef. Kniha, která může být: Svoboda jít s Bohem: rozhovory s Josefem Kordíkem. První. vyd. Ústí nad Orlicí: Grantis, s.r.o., 2016. 144 nečíslovaných s. ISBN 978-80-86619-55-2.